# 西澤立衛
西澤立衛（1966年2月7日—），日本建築師，橫濱國立大學準教授。建築師西澤大良是他親哥哥。2010年，西澤立衛及妹島和世獲得建築界最高榮譽普利兹克奖。

## 略歷
- 1966年 出生於神奈川縣。
- 1988年 畢業於橫濱國立大學工學部建築學科。
- 1990年 橫濱國立大學研究所工學研究科計劃建設學專業碩士課程修畢。
- 1995年 與妹島和世共同成立SANAA。
- 1997年 成立西澤立衛建築設計事務所。
- 2005年 與妹島和世一同獲得肖克獎（視覺藝術部門）。
- 2010年 與妹島和世一同獲得普立茲克建築師獎

## 主要作品
※此處僅限於以西澤立衛建築設計事務所為名義發表的作品。與SANAA及妹島和世建築事務所合作的項目記載於SANAA。
- 週末住宅　（群馬縣碓冰郡／專用住宅／1997-1998）
- Paper Show　（東京都港区Spiral Garden／展覽會會場佈置／1999／會期結束）
- 鎌倉住宅　（神奈川縣鎌倉市／專用住宅／1999-2001）
- Love Planet展會場佈置　（岡山縣岡山市／展覽會會場佈置／2003／會期結束）
- 直島地中美術館辦公室　（香川縣香川郡直島／辦公室，畫廊／2004）
- 船橋公寓　（千葉縣船橋市／集合住宅／2002-2004)
- 森山邸　（東京都／專用住宅+集合住宅／2002-2005）
- House A　（大阪府／專用住宅／2007）
- 十和田市現代美術館　（青森縣十和田市／美術館／2008）
- 豊島美術館　（香川縣小豆郡豐島／美術館／2010）
- 輕井澤千住博美術館　（長野縣北佐久郡輕井澤／美術館／2011）
- 葺田Pavilion　（香川縣小豆郡小豆島／涼亭／2013）
- 寺崎邸　（神奈川縣／專用住宅／2014）

## 相關連結
- 西沢立衛建築設計事務所 （页面存档备份，存于）
- 金沢21世紀美術館 （页面存档备份，存于）
- 十和田市現代美術館 （页面存档备份，存于）